# Dipodium
Dipodium is een geslacht van orchideeën uit de onderfamilie Epidendroideae.
Het zijn overwegend terrestrische epiparasieten uit in subtropische en tropische streken van Zuidoost-Azië, zuidelijk China, Maleisië, Indonesië, Australië, Nieuw-Guinea, en de Filipijnen.

## Naamgeving en etymologie
- Synoniemen: Hydranthus Kuhl & Hasselt ex Rchb.f. (1862), Leopardanthus Bl. (1849), Trichochilus Ames (1932), Wailesia Lindley (1849)

De botanische naam Dipodium is afkomstig van het Oudgriekse δίπους, dipous (tweevoetig), verwijzend naar de dubbele stipites die de pollinia met het viscidium verbinden.

## Kenmerken
Dipodium-soorten zijn overwegend terrestrische, epiparasitische planten met zeer uiteenlopende groeiwijzen: ofwel korte, bladloze bloemstengels met gereduceerde schutbladen, ofwel lange, dunne, klimmende, vertakte en bebladerde stengels met zijdelings ontspringende bloemstengels, ofwel lange, waaiervormige geplaatste lancetvormige bladeren met een axiale bloemstengel, alle met veelbloemige bloemtrossen .
De bloemen zijn klein en al dan niet geresupineerd. De pollinia worden door een dubbel stipum verbonden met het viscidium.

## Soorten
Het geslacht omvat 23 soorten. De typesoort is Dipodium squamatum.
- Dipodium atropurpureum D.L.Jones (1991)
- Dipodium bicallosum J.J.Sm. (1927)
- Dipodium campanulatum D.L.Jones (1991)
- Dipodium conduplicatum J.J.Sm. (1927)
- Dipodium elegans J.J.Sm. (1900)
- Dipodium elegantulum D.L.Jones (1991)
- Dipodium ensifolium F.Muell. (1865)
- Dipodium fevrellii J.J.Sm. (1933)
- Dipodium fragrans P.O'Byrne & J.J.Verm. (2006)
- Dipodium freycinetioides Fukuy. (1937)
- Dipodium gracile Schltr. (1911)
- Dipodium hamiltonianum F.M.Bailey (1881)
- Dipodium paludosum (Griff.) Rchb.f. (1862)
- Dipodium pardalinum D.L.Jones (1996)
- Dipodium parviflorum J.J.Sm. (1911)
- Dipodium pictum (Lindl.) Rchb.f. (1862)
- Dipodium pulchellum D.L.Jones & M.A.Clem. (1987)
- Dipodium purpureum J.J.Sm. (1910)
- Dipodium roseum D.L.Jones & M.A.Clem. (1991)
- Dipodium scandens (Blume) J.J.Sm. (1905)
- Dipodium squamatum (G.Forst.) R.Br. (1810)
- Dipodium stenocheilum O.Schwarz (1927)
- Dipodium variegatum M.A.Clem. & D.L.Jones (1987)